# Sadie Thompson
Sadie Thompson (en España, La frágil voluntad) es una película muda dramática estadounidense de 1928 dirigida por Raoul Walsh. Protagonizada por Gloria Swanson, Lionel Barrymore y el mismo Walsh, es una de las películas más exitosas de Swanson.
Cuenta la historia de una "mujer caída" que se dirige a la isla de Tutuila para comenzar una nueva vida, pero se encuentra con un celoso misionero que quiere obligarla a regresar a su vida anterior en San Francisco.

## Sinopsis
Un fanático religioso desea a una mujer obstinada que ama a un sargento de la marina en los mares del sur.

## Reparto
- Gloria Swanson como Sadie Thompson.
- Lionel Barrymore como Mr. Alfred Davidson
- Blanche Friderici como Mrs. Alfred Davidson
- Charles Willis Lane como Dr. Angus McPhail
- Florence Midgley como Mrs. Angus McPhail
- James A. Marcus como Joe Horn.
- Sophia Artega como Ameena.
- Will Stanton
- Raoul Walsh como Timothy O'Hara.

## Producción
En 1927, Swanson lanzó su primera película independiente para United Artists, que se rodó según quería ella en la ciudad de Nueva York y fue la película de la noche de estreno en el Roxy Theater. La producción había sido un desastre y Swanson sintió que tendría una acogida mediocre en el mejor de los casos. Siguiendo el consejo de Joseph Schenck, cedió y regresó a Hollywood para prepararse para una nueva película.
El rodaje se llevó a cabo en la isla de Santa Catalina, cerca de Long Beach, California. Swanson enfermó poco después y conoció a un médico que comenzó su amor de por vida por las dietas macrobióticas. Una semana después de empezado el rodaje, Sam Goldwyn llamó al camarógrafo George Barnes. Swanson se puso furiosa, pero el contrato de préstamo permitía que Metro Goldwyn Mayer lo llamara cuando quisiera. No queriendo dejar a cientos de extras sentados durante días, Swanson y Walsh intentaron contratar a otros dos camarógrafos, pero ninguno resultó satisfactorio. Mary Pickford ofreció los servicios de su camarógrafo favorito, Charles Rosher, quien fue llamado, pero pese a hacer un trabajo decente no pudo igualar el de Barnes. A través de Loew, MGM prestó a Oliver Marsh, quien completó la imagen.

## Recepción

### Crítica
Tras su lanzamiento, Sadie Thompson fue elogiada por los críticos al igual que la actuación de Swanson. Los críticos de cine contemporáneos han citado la actuación de Swanson como una de sus mejores. La película también figura entre las 10 mejores fotos del año. Fue la última película en la que actuó Raoul Walsh, quien no tardaría en perder un ojo en un accidente.